# Heleomyza hackmani
Heleomyza hackmani är en tvåvingeart som beskrevs av Frey 1950. Heleomyza hackmani ingår i släktet Heleomyza och familjen myllflugor. Arten har ej påträffats i Sverige. Inga underarter finns listade i Catalogue of Life.